# ايمانويل فيرارو
ايمانويل فيرارو (بالإيطالية: Emanuele Ferraro)‏ (8 سبتمبر 1978 بسانتا تيريزا دي ريفا في إيطاليا - ) هو لاعب كرة قدم إيطالي في مركز الهجوم. لعب مع نادي أسكولي ونادي أنكونا ونادي بريشيا ونادي بياتشينزا ونادي ساليرنيتانا ونادي ماغديبورغ ونادي هامبورغ وفيس بيزارو 1898 ‏ ونادي تارانتو 1927 ونادي غوبيو وFootball Club Ospitaletto 2000 ‏ وPaganese Calcio 1926 ‏ ونادي غروسيتو.

## روابط خارجية
- ايمانويل فيرارو على موقع إي إس بي إن إف سي (الإنجليزية)
- ايمانويل فيرارو على موقع قاعدة بيانات كرة القدم.إي يو (الإنجليزية)
- ايمانويل فيرارو على موقع Soccerway.com (الإنجليزية)
- ايمانويل فيرارو على موقع عالم كرة القدم.نت (الإنجليزية)